# Milton Gendel
Milton Gendel (16. prosince 1918 – 11. října 2018) byl americký fotograf, umělecký kritik, historik umění, překladatel z italštiny, autor řady článků o umění, který většinu své kariéry působil v Itálii. Jeho fotografie zachycují města, venkov, osobnosti uměleckého světa a královských rodin.

## Životopis
Gendel se narodil v New Yorku ve státu New York 16. prosince 1918, ale od roku 1949 žil v Římě. Jako dopisovatel pro ARTnews psal články o italských umělcích jako Alberto Burri a Toti Scialoja. Gendelovy fotografie zachycují umělce a intelektuály na pozadí proměny Itálie během poválečného ekonomického boomu. Byl spolupracovníkem André Bretona během jeho působení v New Yorku. V letech 1945-46, když byl umístěn v Číně s armádou Spojených států, zachytil bouřlivé období mezi japonskou kapitulací a příchodem občanské války, která vynesla komunisty k moci.
Gendelovo dílo bylo předmětem dvou retrospektivních výstav v Museo Carlo Bilotti a Americké akademii v Římě v roce 2011. Svou první americkou výstavu měl v New Yorku v roce 2008. Fotografie a deníky z Gendelovy doby v Římě vyšly v roce 2022 v knize Just Passing Through: A Seven-Decade Roman Holiday, kterou vydal Cullen Murphy.
V roce 1962 se oženil s Judith Venetia (1923–1972), dcerou politika Edwina Montagu a Venetia, dcerou Edwarda Stanleyho, 4. barona Stanleyho z Alderley ; měli dceru Annu, jejíž kmotrou byla princezna Margaret, hraběnka ze Snowdonu.
Gendel zemřel v Římě 11. října 2018, dva měsíce před svými stými narozeninami.